# Cherokee Village
Cherokee Village is een plaats (city) in de Amerikaanse staat Arkansas, en valt bestuurlijk gezien onder Fulton County en Sharp County.

## Demografie
Bij de volkstelling in 2000 werd het aantal inwoners vastgesteld op 4648.

## Geografie
Volgens het United States Census Bureau beslaat de plaats een oppervlakte van
53,7 km², waarvan 51,5 km² land en 2,2 km² water.

## Plaatsen in de nabije omgeving
De onderstaande figuur toont nabijgelegen plaatsen in een straal van 24 km rond Cherokee Village.